# Pinols
Pinols è un comune francese di 239 abitanti situato nel dipartimento dell'Alta Loira della regione dell'Alvernia-Rodano-Alpi.
Pinols è l'ultimo paese sulla strada per Saint-Flour. Il nome del paese deriva dall'albero di pino. Alcune aperture tra le valli permettono allo sguardo di spaziare dalla Sancy, al Cézalier e alle montagne del Cantal. Durante la stagione autunnale diviene una meta per i cercatori di funghi.

## Società

### Evoluzione demografica
Abitanti censiti